# 日本とナウルの関係
日本とナウルの関係（にほんとナウルのかんけい、ナウル語: Djapan-Naoero emakur、英語: Japan–Nauru relations） では、日本とナウルの関係について概説する。

## 両国の比較
|                   | ナウル                    | 日本                            | 両国の差                  |
| ----------------- | ------------------------- | ------------------------------- | ------------------------- |
| 人口              | 11200人（2018年）         | 1億2626万人（2019年）           | 日本はナウルの約1万1300倍 |
| 国土面積          | 21 km²                    | 37万7972 km²                    | 日本はナウルの約1万8000倍 |
| 首都              | ヤレン地区                | 東京都                          |                           |
| 最大都市          | デニゴムドゥ地区          | 東京都区部                      |                           |
| 政体              | 共和制                    | （民主制）議院内閣制            |                           |
| 公用語            | ナウル語 英語             | 日本語（事実上）                |                           |
| 通貨              | オーストラリア・ドル      | 日本円                          |                           |
| 国教              | なし                      | なし                            |                           |
| GDP（名目）       | 1億1822万米ドル（2019年） | 5兆819億6954万米ドル（2019年）  | 日本はナウルの約42987.4倍 |
| 一人当たり名目GDP | 10983.2米ドル（2020年）   | 40246.9米ドル（2019年）         | 日本はナウルの約3.6倍     |
| GDP（購買力平価） | 1億5176万米ドル（2019年） | 5兆5043億3091万米ドル（2019年） | 日本はナウルの約36269.9倍 |
| 一人当たり実質GDP | 14099.5米ドル（2019年）   | 43593.5米ドル（2019年）         | 日本はナウルの約3.1倍     |
| 経済成長率        | 0%（2020年）              | 0.3%（2019年）                  |                           |
| 軍事費            | - (2019年）               | 476億902万米ドル（2019年）      |                           |

## 歴史

### 日本軍による占領
第二次世界大戦中の1942年8月に日本軍がナウル島を占領。1200人の島民がトラック諸島に強制連行され、多くの島民が死亡した。

### ナウルの独立後
ナウルは1968年1月31日に英豪新の信託統治から独立。その3年後の1971年にナウル側が在東京ナウル領事館を開設した。また、日本側は非常駐の在ナウル日本国大使館を有しており、在フィジー日本国大使館内に置かれている（大使も在フィジー大使が兼任）。
1980年代初頭頃までナウル経済はリン鉱石の採掘で好調であり、ナウル国民の所得も高く、日本への観光を目的としてナウル航空が日本の鹿児島空港と那覇空港へ直行便を就航していた。この時期は国全体のGNPが世界第2位の日本に対して、ナウルは一人あたりのGNPが日本の2倍近くあり、ナウルから日本への観光による人的交流があった。
ところがリン鉱石の枯渇によりナウルの経済状態が悪化すると、ナウルから日本への観光需要が縮小し、日本への直行便も廃止となる。1989年にはナウル共和国大統領ハマー・デロバートが日本を訪問。しかし同年9月にナウルは政府の財政上の理由から在東京ナウル領事館を閉鎖。翌年1990年には大統領夫妻が日本を訪問するが、基本的には要人往来など小規模な国交関係が続くことになる。
1997年には日本が主催する太平洋・島サミットの第1回が開催され、これにナウルも参加。以降は毎回ナウルと日本が参加しており、定期的な外交の場となった。

## ナウル共和国政府観光局日本事務所
2020年10月1日、ナウル共和国政府観光局日本事務所が設立された。同日、twitterアカウントも開設され、開設後1週間で2万を超えるフォロワーを集め話題となった。その後も着実にフォロワーを集め、2024年7月19日現在では50万フォロワーを超える。
なお、ナウルの国番号（+674）で始まる電話番号からの詐欺電話が日本国内で問題となっており、上記のtwitterアカウントでも注意を呼びかけている。

## 外交使節

### 駐ナウル日本大使
駐フィジー日本大使が兼轄

### 駐日ナウル大使
なし